# أبو تراب الظاهري
أبو تراب الظاهري (1343- 1423 هـ / 1923- 2002 م) من علماء العربية والشريعة، أديب شاعر، هندي الأصل سعودي الجنسية.

## سيرته
هو أبو محمد، عبد الجميل بن عبد الحق بن عبد الواحد بن محمد بن الهاشم بن بلال الهاشمي، ويكنى بأبي تراب الظاهري. 
نسبه: الهاشمي، العُمري، العَدَوي، ويعود نسبه إلى الخليفة الفاروق عمر بن الخطاب بن نفيل القرشي. ولد في «أحمد بور الشرقية» بالهند عام  1343هـ/ 1923م.

## نشأته العلمية
كانت ولادته، ونشأته الأولية في مدينة «أحمد بور، بالهند»، وكان مبدأ تعليمه على يد جده: عبد الواحد، ابتداءً من فك الحرف «أ، ب، ت...» وانتهاءً إلى «المثنوي»، للرومي، قرأ خلال هذه الفترة: «كريمة بخش، وبندناما، وناماحق، وبلستان، وبوستان»، وهي كتب فارسية، كانت مقررة في دروس التعليم آنذاك.
ثم تعلم الخط الفارسي على يد جدّه في الجامع العباسي في: أحمد بور، وبعد ذلك جلس إلى دروس والده، وبدأ من «الصرف» ثم النحو ثم أصول الحديث، ثم أصول الفقه.

### كتب الحديث
بدأ في الحديث من بلوغ المرام، ثم المشكاة، ثم سنن ابن ماجه، ثم سنن أبي داود، ثم سنن الترمذي، ثم سنن النسائي، ثم صحيح مسلم، ثم صحيح البخاري. كل ذلك قراءة، ودراسة، وتحقيقاً على يد أبيه.
وبعد ذلك سرد على أبيه: المسند، والسنن الكبرى، للبيهقي، والمنتقى، لابن الجارود، المستدرك للحاكم، والسنن للدارقطني، والمسند للطيالسي.
ثم نسخ بيده: المصنف لعبد الرزاق، والمصنف لابن أبي شيبة كاملين، والجزء الأول من كتابي ابن عبد البر: التمهيد، والاستذكار، ونسخ أجزاء من كتاب «العلل» للدارقطني. وقرأها على أبيه. كما قرأ: فتح الباري للحافظ، وإرشاد الساري، للقسطلاني مطالعة.
قرأ أيضاً بعض الكتب المطولة، منها في دار الكتب المصرية كتاب «الكواكب الدراري في تبويب مسند الإمام أحمد على أبواب البخاري» لابن عروة الدمشقي، الحنبلي، وهو كتاب عظيم جداً يقع في مائة وعشرين مجلداً.
وقرأ أيضاً كتابي ابن عبد البر. «التمهيد» و«الاستذكار»، كاملين قبل أن يُطبعا.

### كتب التفسير
أول ما قرأ على أبيه تفسير الجلالين، ثم تفسير القرآن العظيم، لابن كثير كاملاً وقرأ عليه أيضاً أجزاء من جامع البيان للطبري، والجزء الأول من مفاتيح الغيب للرازي، والجامع لأحكام القرآن للقرطبي، وقرأ عليه تفسير البيضاوي، دراسة من أوله إلى سورة الكهف. طالع الباقي مطالعة، إما كاملة، أو أجزاء منها، وتبلغ كتب التفسير التي طالعها، نحو ثلاثين كتاباً، كتفسير النسفي، والبحر المحيط لابن حيان.

### كتب الفقه
- الفقه الحنفي

أول ما بدأ به شيخنا الفقه الحنفي، فقرأ الكتب الصغيرة، دراسة على أبيه، كالكتاب المعروف بمختصر القدوري للقدوري وكنز الدقائق للنسفي، والبحر الرائق شرح كنز الدقائق» لابن نجيم، والهداية شرح بداية المبتدئ للمرغيناني. ثم بعد ذلك طالع المبسوطات، ك:«المبسوط» للسرخسي، و«شرح فتح القدير» لابن الهمام.
- الفقه المالكي

قرأ على أبيه دراسة: مختصر خليل كاملاً، ثم طالع المدونة الكبرى كاملة، والمقدمات الممهدات لبيان ما اقتضته رسوم المدونة لابن رشد الجد. كما استفاد استفادة عظيمة من كتاب بداية المجتهد ونهاية المقتصد ابن رشدالحفيد، الذي يعد موسوعة فقهية مقارنة.
- الفقه الشافعي

قرأ الجزءالأول من كتاب الأم، وكامل الرسالة لمحمد بن إدريس الشافعي، دراسة على أبيه، ثم طالع المجموع شرح المهذب ليحيى بن شرف النووي.
- الفقه الحنبلي

طالع فيه: المغني لابن قدامة، والشرح الكبير لعبد الرحمن بن قدامة، ومجموع الفتاوى لشيخ الإسلام ابن تيمية، كاملة.

### علم الفرائض
درس علم الفرائض على الشيخ واحد بخش، وهو من علماء الفرائض في الهند، كما درس، السراجية، على عبد الرحمن المعلمي.

### كتب اللغة
قرأ على أبيه كتاب فقه اللغة أبو منصور الثعالبي، والصحاح للجوهري، وكان والده يُفضل الصحاح على سائر كتب اللغة، ويقول: مرتبته بين كتب اللغة، كمرتبة صحيح البخاري بين كتب الحديث. ثم حثه والده بعد ذلك على حفظ المواد اللغوية، فحفظ عشرين ألف مادة تقريباً. ثم طالع سائر المطولات، كلسان العرب لابن منظور، وقرأه ثلاث مرات، وعلق عليه، وقرأ: تهذيب اللغة للأزهري، وتاج العروس للزبيدي والعين للخليل، والجمهرة لابن دريد، ومجمل اللغة لابن فارس، والنهاية في غريب الحديث لابن الأثير الجزري، والفائق للزمخشري. حثه أبوه على كتاب مقايس اللغة لابن فارس، وأساس البلاغة للزمخشري.

## اللغات التي يتحدث بها
يجيد لغات شبه القارة الهندية، وخاصة الأردية ويجيد أيضا الفارسية، وقد قرأ على جده كتباً فارسية.

## رحلاته
كانت له الكثير من الرحلات الحافلة بالقصص والطرائف العلمية، واستفاد من خلال رحلاته الكثير من الفوائد، كمقابلة العلماء، والمفكرين، والأدباء. كما نسخ خلال رحلاته الكثير من الكتب الخطية، سواء كان النسخ له، أو بطلب من أبيه، كما استفاد من مطالعة الكتب الخطية، ولا سيما المطولات، ومن ذلك مطالعته لكامل كتابي ابن عبد البر التمهيد والاستذكار، قبل أن يراهما عالم المطبوعات، وطالع كذلك مخطوطة كتاب الكواكب الدراري.
1- إلى مكة المكرمة.
2- إلى مصر.
3- رحلته إلى اليمن .
4- رحلته إلى تركيا .
5- رحلته إلى المغرب العربي .
6- رحلته إلى إيران .
7- رحلته إلى ألمانيا .
8- رحلته إلى بريطانيا .
9- رحلته إلى بلجيكا .
وهذه الرحلات كانت إما بسبب طلب العلم أو زيارة المكتبات وجلب المخطوطات النادرة.

### المملكة العربيةالسعودية
قدم أبوه الشيخ عبد الحق الهاشمي إلى المملكة العربية السعودية حاجًّا، وهو عالم مشهور، فدعاه الشيخ عبد الله بن حسن آل الشيخ الى مجلس الملك عبد العزيز بن عبد الرحمن بن فيصل آل سعود، فكانت فرصة ليعرض على الملك رغبته في أن يدرِّس في المسجد الحرام. فلبَّى الملك رغبته على الفور، واستقرَّ في مكة ولحقه ابنه أبو تراب الذي أحضر معه مكتبة والده الضخمة.

### جمهوريةمصرالعربية
رحل إلى مصر وكان معه توصية خطية من أبيه إلى محدث مصر في وقته أحمد محمد شاكر واستضافه في بيته، كما استضافه رئيس جماعة أنصار السنة المحمدية: محمد حامد الفقي في بيته أيضاً. في مصر التقى بالعلماء، وممن لقي هناك الشيخ زاهد الكوثري.وقد تعددت حتى حصل على درجتي الماجستير والدكتوراه.

### المملكةالمغربية
رحل إليها، وحل ضيفاً عند شيخه: منتصر الكتاني واستجاز ممن لقيهم، ولقي المحدث الأصولي عبد الله بن الصديق الغماري ت«1413هـ» ولم يستجز منه.

## شيوخه
أكثر الشيخ من الرحلة والسماع، وتعدد شيوخه من أقطار إسلامية عديدة، وهذا ذكر لبعضهم ممن درس عليهم، أو سمع منهم، أو استجازهم:
والده المحدث عبد الحق الهاشمي، وهو شيخه الأول.
من علماء الهند: إبراهيم السِّيالكوني، وعبد الله الروبري، الأمر التسري، وأبو تراب محمد عبد التواب الملتاني، وهو من تلاميذ نذير حسين، وقد قرأ عليه الشيخ أبوتراب «سنن النسائي» كاملة، ثناء الله الأمر تسري، وعبد الحق الملتاني، وكان يدرس كل العلوم.
من علماء الحرمين: القاضي أبوبكر بن أحمد بن حسين الحبشي، والقاضي: حسن مشاط المالكي، والمحدث: عبد الرحمن الإفريقي، وعبد الرحمن المعلمي، والمحدث: عمر بن حمدان المحرسي، والشيخ محمد عبد الرزاق حمزة، وياسين بن محمد عيسى الفاداني.
من علماء مصر: المحدث أحمد محمد شاكر، والشيخ حسنين محمد مخلوف، والشيخ محمد حامد الفقي.
من علماء المغرب: الحافظ عبد الحي الكتاني، والمسند منتصر الكتاني.

## شيوخه في الإجازة
- والده عبد الحق
- أحمد محمد شاكر
- عبد الرحمن المعلمي
- عبد الحق الملتاني
- عبد التواب الملتاني
- ثناء الله الامرتسري
- محمد علي تركي
- عبد الرزاق حمزة
- عبد الحق الطنافسي
- عبد الرحمن الإفريقي
- أحمد الدهلوي المدني
- عبد الوهّاب الدهلوي
- عمر حمدان
- فضل الله الجيلاني
- محمد العربي التباني
- أحمد عبد الله دحلان
- يوسف البنوري
- عبد الله غازي
- محمود شويل
- عبد الحي الكتاني
- محمد زبارة
- محمد المنتصر الكتاني
- لطف بن حسين المحفظي
- عبد العزيز العباسي
- عبد الله بن بليهد
- عبد الله بن حسن ال الشيخ

## مؤلفاته
للشيخ نحو خمسين كتابا، في مختلف الفنون، «الحديث، والسيرة، والتراجم، والنحو، والأدب، والشعر، والنقد» ويلاحظ ان الصبغة الأدبية طاغية على تأليفه، كما له تعاليق، ومراجعات على كتب شتى. طبع من مؤلفاته نحو خمسة وعشرين كتابا، وهذا مسرد موجز عنها:
1. أدعية «القرآن» و«الصحيحين»، جمع فيه الادعية الواردة في القرآن الكريم، وصحيح البخاري، وصحيح مسلم، طبع بحجم الجيب لسهولة حمله سنة: «1413هـ».
2. آراء المتقدمين في الأدب.
3. الاثر المقتفى لهجرة المصطفى نشرته «دار القبلة» «جدة» وطبع سنة: «1404هـ».
4. «اصحاب الصفة»، ظهر منه الجزء الأول «112» صفحة، من الحجم الصغير، وشمل على «95» صحابيا، وطبع سنة: «1404هـ».
5. «اضمامة ذهول العقول فيما رثي به الرسول» «7» صفحات، جمع فيه بعض ما قيل في الباب، إضافة لما ورد في كتابه «ذهول العقول» الآتي، وهو مطبوع بآخره.
6. «اعلام أهل الحاضر برجال من الماضي الغابر»، في التراجم، طبع المجلد الأول منه سنة: «1405هـ»، عن دار القبلة.
7. «الاقاويق».
8. «إلقام الكتاب» لم يطبع.
9. «الأوباد والأسمار».
10. «أوهام الكتاب» طبع الجزء الأول سنة: «1403هـ».
11. «بث الكث في الغث والرث» ديوان شعره في مجلدين ضخمين، ولم يطبع.
12. «تأنيس من أقبل على القربات».
13. «التحقيقات المعدة بحتمية ضم جيم جدة»، له القسم الثالث منها، طبع سنة: «1385هـ».
14. تخريج: «مسند أبي يعلى الموصلي».
15. تخريج: «منتقى ابن الجارود».
16. «تذكرة المتزود».
17. «تفسير التفاسير».
18. «تفسير ما يخفي من كلمات القرآن»، تحت التأليف، وهو آخر ما كان يكتب فيه، ابتدأه في: «7/10/1422هـ» ولم يتمه.
19. «تناقض الفقهاء» لم يطبع.
20. حاشية على: «المنتقى» لابن الجارود لم يطبع.
21. «الحديث والمحدثون» مطبوع.
22. «الحواضر والخواطر».
23. «دلائل النبوة للبيهقي»، علق على الجزء الأول.
24. «ذهول العقول بوفاة الرسول»، نشرته دار القبلة، عام «1404هـ، ويقع في «186» صفحة، من الحجم العادي.
25. «سرايا رسول الله»، نشرته: «تهامة» بجدة، ويقع في «549» صفحة، من الحجم العادي، طبع عام «1404هـ». ووضع في آخره، فهرسا بتعقباته على من سبقوه، بلغت «123»، ما بين تعقيب، واستدارك، وتصحيف، ووهم، وتعليق، وخطأ لغوي، وفائدة، وتوجيه، وتنبيه. وهو كتاب جليل، حافل بالتعليقات، والنقد، فضلا عن كثرة النقول في الموضوع. قال الشيخ علي الطنطاوي في تقريظه لهذا الكتاب: «هو خزانة علم، يجب أن يكون في كل بيت».
26. «سير الصحابة»، ويقع هذا الكتاب في «اثني عشر» مجلدا بخطه، وهو في اصله برنامج كان يقدمه في «الإذاعة»، ثم توقف عنه.
27. «شواهد القرآن»، وهو من أعجب كتبه، وأمتعها، وهو في أصله برنامج يومي يقدمه في الإذاعة، ولم يكمل، وقد بلغ فيه إلى المجلد السادس، وطبع منه المجلد الأول سنة: «1404هـ»، والمجلد الثاني سنة: «1409هـ».
28. «صفة الحجة النبوية»، طبع سنة: «1404هـ.
29. «الغزوات الأربع: بني قريظة بني النظير خيبر بني قينقاع» مطبوع.
30. «فتكات الأسد في مقاعد القتال بأحد» «229» صفحة، من الحجم العادي، نشرته «دار القبلة»، طبع سنة: «1405هـ».
31. «فصل أهل البيت وحقوقهم»، لشيخ الإسلام ابن تيمية، قدم له، وعلق عليه، وذلل عليه بأحاديث، ويقع في: «161» صفحة، من الحجم الصغير، نشرته : «دار القبلة»، سنة: «1405هـ».
32. «قوانين التصريف والعوامل النحوية»، طبعته «مطابع سحر»، سنة: «1416هـ».
33. «قيد الصيد»، طبع سنة: «1402هـ».
34. «كبوات اليراع»، طبع الجزء الأول سنة «1402هـ».
35. «كيف حج رسول الله» مطبوع.
36. «لجام الأقلام»، طبع في «تهامة»، عام: «1402هـ».
37. «لقلقة القمري»، ديوان شعر، لم يطبع.
38. «ما لقي رسول البرايا من الأذايا والبلايا»، نشرته «دار القبلة»، بدون تاريخ طبع، ولم يصدر منه سوى الجزء الأول فقط في «108» صفحة، من الحجم العادي.
39. «المستدرك».
40. «المنتخب من الصحيحين» جزء واحد، نشرته «دار القبلة».
41. «منتخب الصحيحين للنبهاني»، علق عليه، والنبهاني هو: يوسف بن إسماعيل النبهاني، وهو مطبوع.
42. «الموزون والمخزون»، نشرته: «تهامة»، سنة: «1402هـ».
43. «النحو والنحاة».
44. «الهوامش والتعليقات».
45. «وفود الإسلام»، طبع سنة: «1404هـ.

كما راجع الكثير من الكتب، منها:
«الرواة الذين وثقهم الإمام الذهبي في ميزان الاعتدال»، لمحمد شحاذة الموصلي، طبع سنة: «1406هـ».

## أقوال العلماء فيه
- قال عنه محدث الديار المصرية، الشيخ: أحمد محمد شاكر:«هو بارقة في علم الحديث، والرجال، ناقد ذو فهم» أ.هـ.
- وقال عنه الشيخ الباقوري:«العلم ملء إهابه، والأدب يمشي في ركابه».
- وقال عنه الشيخ عبد الله بن عبد الغني خياط، امام وخطيب «المسجد الحرام»، وعضو «هيئة كبار العلماء»، و«مجمع الفقه الإسلامي»:«هو نادرة هذا الزمان في: اللغة، والحديث، والفقه» أ. هـ.
- وقال أبو عبد الرحمن بن عقيل الظاهري:«هو مهر سباق، لا يبارى» أ.هـ.

كما أثنى عليه غيرهم من: العلماء، والأدباء، والمفكرين، أمثال:
- عبد الرحمن المعلمي في مقدمة تحقيق «الإكمال» «1/50»،
- ومحمد عبد الرزاق حمزة، ومحمد نصيف، ومحمد سرور صبان، وحمد الجاسر، وعبد القدوس الانصاري، وأحمد محمد جمال، وعبد العزيز الرفاعي

## ما تميز به الشيخ
ان كان له باع في الحديث، والفقه، والتاريخ، والنحو إلا أن علم «اللغة العربية» هو الذي تميز به من بين معاصريه، وهذا ما اشتهر به، ومؤلفاته ومقالاته وبرامجه الاذاعية تشهد بذلك، ولا أعلم أن احدا مثله في عصرنا في اللغة وعلومها، لا في الشعر والأدب، ولا النحو والصرف، ولا اللغة وفقهها. بل تميز الشيخ بكثرة استخدام شوارد اللغة وغريب الألفاظ، حتى انه ليكتب الرسالة الواحدة، ولا يستطيع أحد قراءتها من غير الرجوع إلى معاجم اللغة الموسعة.

## فكره الظاهري
كان للشيخ بعض المسائل قال فيها بقول علي بن حزم الأندلسي، فسبب ذلك فجوة بينه وبين بعض معاصريه، وهذا نابع من انتسابه المدرسة الظاهرية في وقت لا نجد من ينتسب إليه، والشيخ يعلن ذلك، بل اختار لنفسه هذا الاسم «أبو تراب الظاهري»، ولا يعرف الا به. معروف لدينا نظر العلماء قديما وحديثا إلى هذا المذهب، ولم يعدوا خلاف ابن حزم في المسائل الإجماعية خرقا للإجماع بعد انعقاد الإجماع، وأكثر العلماء من الرد عليه، والقسوة عليه، اما في حياته، أو بعد مماته، وإلى وقتنا هذا، ولاشك في أن ابن حزم امام مجتهد، من أئمة الدين وقلة أتباع المذهب الظاهري.
لكن عند مجالسة الشيخ «أبي تراب»، ومناقشته في بعض المسائل يتبين أنه يخالف علي بن حزم الأندلسي في بعض المسائل، والسبب في ذلك يرجع كون أهل الظاهر هم ليسوا بمقلدين بل هم أتباع كتاب الله وماثبت صحيحا عن رسول الله ، كما أنه ذهب إلى ما ذهب إليه عن اجتهاد، فإن اصاب فله اجران، وإن أخطأ فله أجر.

## عقيدته
قال أبو تراب: وعقيدتنا هي عقيدة التنزيه، ونفي المشابهة عن الله عز وجل في أي صفة من صفاته، وتأويلها بما يليق بقوله تعالى:((ليس كمثله شيء)) مقتدين في ذلك بإمامنا ابن حزم رحمه الله تعالى، في ما نقله في كتابه الفصل في الأهواء والملل والنحل، حيث رد على المجسمين والمعطلة وغيرهم من الفرق الضالة. وهذا الكلمات نُقلت من الإذاعة عام 1405 هـ.

## شاعريته وثقافته
«يقترب أبو تراب في شعره من شعر العلماء، إلا في تجليات ذاتيةٍ يسيرة، وينحو في مقالاته إلى التجويد اللغوي، والرصانة الأسلوبية، وبَعْث الألفاظ المعجمية، فكان جديرًا أن يحمل لواء المنافحة عن لغة القرآن، وأن يقف حصنًا منيعًا من المساس بقضايا التراث وثوابته، وأن يكون قطبًا من أقطاب بعض المعارك اللغوية والأدبية في المملكة العربية السعودية؛ لعلَّ من أذيعها» معركة ضم جيم جدة«التي قدَّم فيها سبع عشرة مقالة تفيض بالعمق اللغوي...أسهم -رحمه الله- في إثراء الساحة الأدبية والنقدية عبر مشاركاته في الندوات والمحاضرات التي يقيمها النادي الأدبي الثقافي بجدة، وكذا إثنينية عبد المقصود خوجة، وكانت مكتبته في جدة حافلة باللقاءات العلمية والفكرية» 

## وفاته
توفي أبو تراب الظاهري في مكة، صباح يوم السبت الموافق 21 صفر 1423 هـ الموافق 5 مايو 2002. صلي عليه فجر يوم الأحد، ودفن بمقبرة المعلاة بمكة المكرمة.
كان مع كبر سنه قليل الحركة، بسبب اعتكافه في مكتبته، وقد تعب في آخر حياته جدًّا، وتوالت عليه الأمراض بسبب الشيخوخة، وفي صباح يوم السبت المذكور طلب من خادمه مساعدته للوضوء، وقد أحس ببطء في حركته، وبعد عودته إلى فراشه، شعر بأن قدميه توقفتا عن الحركة، ثم لفظ أنفاسه الأخيرة، قابضًا بأصابع كلتا يديه مشيرًا بالسبابة، على الهيئة المعروفة عند النطق بالشهادة. اتصل الخادم بعلي الشمراني الذي أحضر الطبيب، فأخبرهم بوفاة الشيخ.

## وصلات خارجية
- منتديات الظاهرية